# Fredrik Schön
Fredrik Schön, född 1987, är en svensk brottare, svensk mästare och Olympier i OS i Rio 2016.
Fredrik Schön är uppvuxen i Svedala och började sin brottning i Svedala BK, men fortsatte sedan i IK Sparta. Han har brottats för klubbar i Nürnberg och Frankfurt. Inför OS i Rio valde han byta tillbaka till moderklubben Svedala BK.
Fredrik Schön har vunnit sex SM-guld (2007, 2010, 2012, 2013, 2014 och 2015), JVM-brons (2007) och EM-brons (2014).

### Fotnoter
1. ↑  ”Arkiverade kopian”. Arkiverad från originalet den 7 april 2014. https://web.archive.org/web/20140407092613/http://fredrikschon.se/meriter/. Läst 5 april 2014.
2. ↑  ”Arkiverade kopian”. Arkiverad från originalet den 5 april 2014. https://archive.is/20140405201427/http://spartatorio.com/blogg/2014/3/6/4zt2a0ajippbcw3i1wnm42b372jvxi. Läst 5 april 2014.
3. ↑  http://www.sydsvenskan.se/sport/euren-och-schon-gar-match-om-brons/